# 班迪尔乡
班迪尔乡（暴杜尔），是中华人民共和国新疆维吾尔自治区喀什地区塔什库尔干塔吉克自治县下辖的一个乡镇级行政单位。位于塔县东部，与塔合曼乡、瓦恰乡、库克西里克乡（库科西鲁克乡）、马尔洋乡、大同乡相邻。314国道通达此乡。该乡下辖三村：阿克塔木村（坎尔洋村）、波斯特班迪尔村、新迭村。暴杜尔为其原名。原隶属蒲犁县，1950年3月班迪尔乡人民政府成立，1959年成立班迪尔公社，1966年更名红星公社，1975年复名班迪尔公社，1985年2月改为班迪尔乡。人口多为塔吉克族，多信奉什叶伊斯玛仪派伊斯兰教。乡内有班迪尔乡小学共产党支部以及一座清真寺。2004年统计显示班迪尔乡全乡民户307户，人口1423人，民族构成为：塔吉克族1408人，汉族13人，维吾尔族2人。
著名的法国籍伊朗摄影师及语言学家瑞萨·戴哈地（波斯語：رضا دقتی）在塔什库尔干郊区旅行中称赞这里的塔吉克族说的色勒库尔语有似伊朗古诗人萨迪和哈菲兹。

## 行政区划
班迪尔乡下辖以下地区：
坎尔洋村（阿克塔木村，“上班迪尔”）、波斯特班迪尔村（Post Baldir，“下班迪尔”）、新迭村（新迭尔村）。